# Секретин
Секрети́н  — пептидный гормон, вырабатываемый S-клетками слизистой оболочки тонкой кишки и участвующий в регуляции секреторной деятельности поджелудочной железы.

## Структура
Секретин состоит из 27 аминокислотных остатков, расположенных в следующей последовательности:
- HO2C–His-Ser-Asp-Gly-Thr-Phe-Thr-Ser-Glu-Leu-Ser-Arg-Leu-Arg-Asp-Ser-Ala-Arg-Leu-Gln-Arg-Leu-Leu-Gln-Gly-Leu-Val–NH2[1].

Близкие к секретину по структуре (гомологичные ему) пептидные гормоны образуют вместе с ним семейство секретина, куда входят вазоактивный интестинальный пептид (ВИП), гипофизарный активирующий пептид (PACAP), глюкозозависимый инсулинотропный полипептид (ГИП), глюкагон, глюкагоноподобный пептид-1, кальцитонин, кальцитонин ген-связанный пептид, парат-гормон, корикотропин-рилизинг фактор, рилизинг-фактор гормона роста и, возможно, другие.

## Функции
S-клетки, которые расположены в слизистой оболочке двенадцатиперстной кишки и в проксимальной части тощей кишки (и — в значительно меньшем количестве — в дистальной части тонкой кишки) секретируют полипептид просекретин, неактивный предшественник секретина, превращающийся в секретин под действием соляной кислоты желудочного сока. Соляная кислота начинает играть стимулирующую роль при рН < 4. Стимуляторами продукции секретина также являются жирные кислоты, этанол, компоненты специй. Усиливают стимуляцию продукции секретина желчные кислоты.
Всасываясь в кровь, секретин достигает поджелудочной железы, в которой усиливает секрецию воды и электролитов, преимущественно бикарбоната. Увеличивая объём выделяемого поджелудочной железой сока, секретин не влияет на образование железой ферментов. Эту функцию выполняет другое вещество, вырабатываемое в слизистой оболочке тонкой кишки — холецистокинин. Биологическое определение секретина основано на его способности (при внутривенном введении животным) увеличивать количество щёлочи в соке поджелудочной железы.
Секретин является блокатором продукции соляной кислоты париетальными клетками желудка.
Основой эффект, вызываемый секретином, — стимуляция продукции эпителием желчных, панкреатических протоков и бруннеровских желёз бикарбонатов, обеспечивая, таким образом, до 80 % секреции бикарбонатов в ответ на поступление пищи. Этот эффект опосредован через секрецию холецистокинина и это приводит к увеличению продукции желчи, стимулирования сокращений желчного пузыря и кишечника и увеличению секреции кишечного сока.
В плазме крови здорового человека концентрация секретина 29—45 нг/л. Период его полураспада - около 3 минут. Деградирует секретин, в основном, в почках.

## История
В лаборатории И. П. Павлова в 1895 году студентом Военно-медицинской академии И. Л. Долинским был проведён эксперимент, в результате которого он установил, что введение кислоты в двенадцатиперстную кишку вызывает значительную секрецию поджелудочной железы. В январе 1901 года английские физиологи Уильям Бейлисс и Эрнест Старлинг повторили опыт Долинского и сделали вывод, что существует некоторое вещество, выделяемое двенадцатиперстной кишкой, которое стимулирует секрецию  поджелудочной железы. В следующем, 1902 году это вещество было обнаружено и названо секретином. Уильям Харди (англ. William Hardy) предложил все вещества подобного класса называть гормонами. 